# Alceu

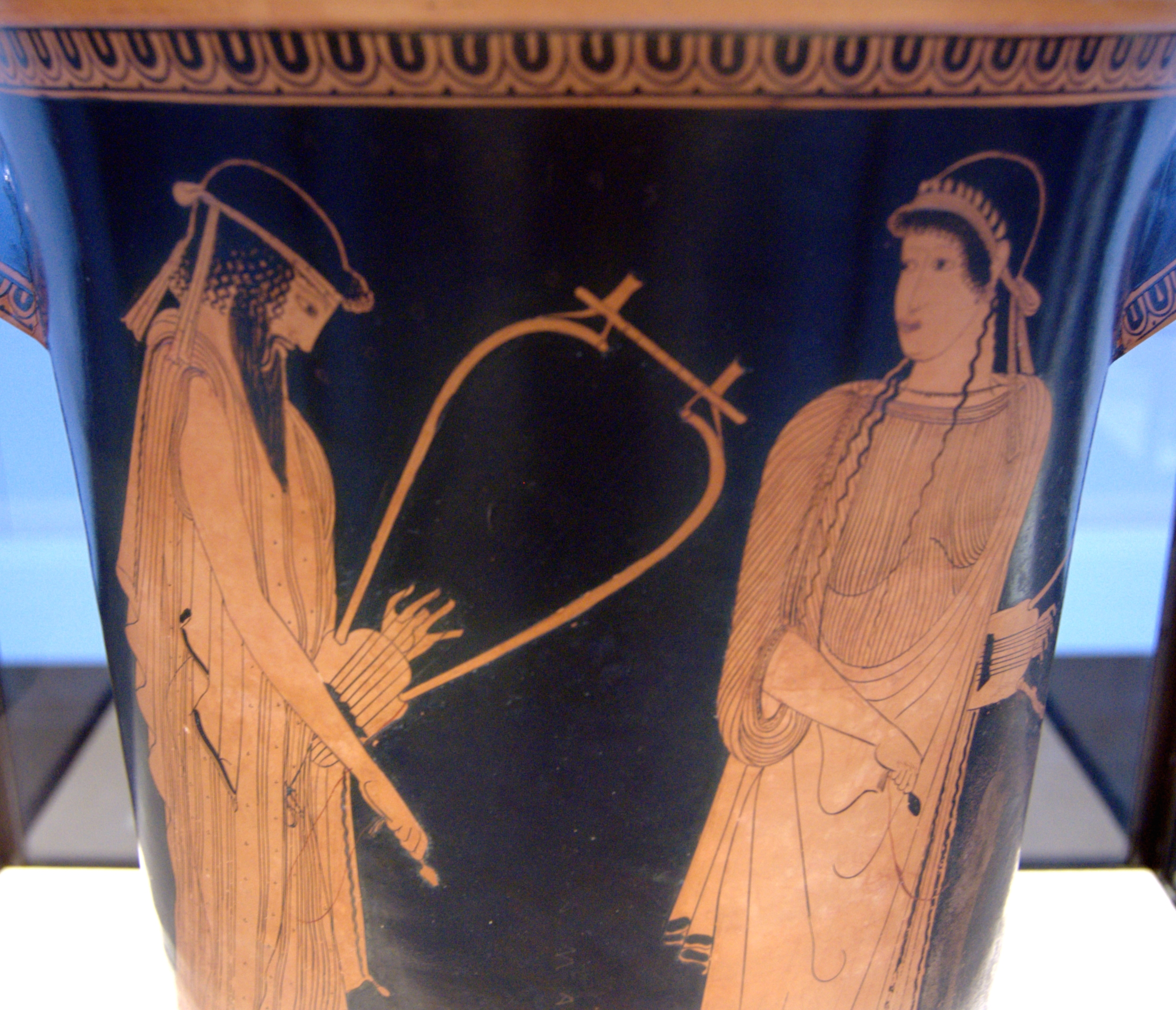
Alceu și Sappho

Alceu din Mytilene (greacă Ἀλκαῖος - Alkaios, n. cca. 620 î.Hr. - d. secolul VI î.Hr.) a fost un poet liric grec care se presupune că a inventat versul alcaic - vers specific liricii grecești care are o anume măsură metrică.

## Date generale
Liniile generale ale vieții poetului sunt bine cunoscute. El a fost un poet liric. Poezia sa de mare diversitate tematică, este scrisă în dialect eolic. Preferă cântecul monodic, în strofe scurte cu structură fixă. Strofa cel mai des întâlnită în poeziile sale îi poartă numele „alcaica". A cultivat însă și lirismul coral. Participând intens la viața politică a cetății, era firesc ca multe din poemele sale să abordeze o tematică de actualitate. Alte poeme îl înfățișează ca un iubitor de viață, de petrecere, înclinat uneori spre speculații filosofice.